# Пунта Гранде
Пунта Гранде је насеље у Италији у округу Агриђенто, региону Сицилија.
Према процени из 2011. у насељу је живело 226 становника. Насеље се налази на надморској висини од 11 м.